# Agapito Domínguez Canabal
José Agapito Domínguez Canabal (Montecristo, Tabasco, 23 de octubre de 1913 - 19 de abril de 1970) fue un político mexicano miembro del Partido Revolucionario Institucional, en dos ocasiones diputado federal.
Fue elegido diputado federal en dos ocasiones a la XLV Legislatura de 1961 a 1964 y a la XLVII Legislatura por el II Distrito Electoral Federal de Tabasco de 1967 a 1970, este último año fue postulado candidato del PRI a Gobernador de Tabasco, sin embargo falleció en el transcurso de la campaña política el 19 de abril de 1970 y fue suplido por Mario Trujillo García, que fue finalmente electo.